# Manuel Bartual
Manuel Bartual Paredes (Valencia; 1979) es guionista, dibujante y editor español.

## Biografía

### Inicios profesionales
Manuel Bartual publica sus primeras historietas en fanzines durante la década de 1990.
En 1999 funda el colectivo 7 Monos junto con otros autores como Sergio Córdoba, Jordi Bayarri, Víctor Santos, Joan Marín o Manuel Castaño, con quien escribe y dibuja varios cómics entre los que destaca Con amigos como estos, una serie de tiras cómicas publicada originalmente en un suplemento universitario del diario Las Provincias.
Dentro de 7 Monos también se encargó de dirigir junto con Sergio Córdoba el fanzine de crítica de historieta 9º ARTE.

### Profesionalización
En 2002, Manuel Bartual se traslada a Madrid, donde comienza a trabajar como diseñador para Astiberri Ediciones. Es el responsable de la imagen de revistas como TRAMA, Buen provecho, Noroeste o El Manglar, así como de los últimos números de la revista U. También ha trabajado para El País, Grupo Editorial Santillana, Ediciones Sinsentido, Dibbuks y Es Pop.
De 2003 hasta 2005 diseña y dirige la revista en línea de cultura visual NOMAGAZINE.
Ha colaborado también con Lorenzo Gómez en la serie Reflexiones de un oficinista, publicada por entregas en la revista TOS.
De 2007 a 2014 publica la serie Sexorama en la revista El Jueves.
De 2007 a 2010 publica la serie ¡Escucha esto!, primero como weblog en MTV España y posteriormente en El Jueves.
En 2011, a raíz del éxito de su fanzine ¡Caramba!, funda la editorial homónima junto con Alba Diethelm.
En 2014 escribe y dirige la película de suspense Todos tus secretos, que consiguió hacerse con un gran recibimiento por parte de la crítica y alzarse con el premio Canal+ a Mejor película de la sección Zonazine durante el Festival de Málaga.
De 2014 a 2017 publica la serie Bienvenidos al futuro en la revista digital Orgullo y satisfacción.
Entre al menos 2012 y 2016, Bartual también estuvo implicado en una productora de cortometrajes, ¡Caramba! Films, donde trabajó como guionista, director y productor, trabajando de nuevo con Alba Diethelm y con el músico Aaron Rux, cuyo video musical "Mañana de reseca" dirigió Bartual en 2017.

### Historia en Twitter
En agosto de 2017 protagonizó una historia misteriosa en Twitter, en formato de falso documental, donde un hombre le perseguía en sus vacaciones. La historia se volvió tan viral que aumentó notablemente de seguidores, e incluso se dijo que la serie de televisión Los Simpson la predijo. Algunas estrellas como Clara Lago, Dani Mateo, Cristina Pedroche, Ana Morgade, Xuso Jones, Belén Cuesta, Leonor Watling, Gerard Piqué, Dani Rovira, José Coronado,
Màxim Huerta,
David Lafuente, Carlos Santos, Manel Navarro e Iker Casillas siguieron esta historia, y Berto Romero cambió su foto de perfil y su nombre al de Manuel Bartual.
La historia finalizó el 27 de agosto. Muchos usuarios felicitaron a Bartual por el experimento literario, mientras que otros encontraron el final decepcionante.
En marzo de 2018 publica la novela El otro Manuel que también mezcla de forma similar realidad y ficción.
En agosto de 2018 escribe y dirige junto a Modesto García (conocido por realizar otra historia en Twitter donde resolvía un crimen) un relato en la red social que cuenta como Nela García encuentra un móvil abandonado y empieza a investigar el misterio que lo rodea.

### Podcast
En 2020 realiza el podcast de ciencia ficción Biotopía, sobre un centro de investigación tecnológico en el que suceden cosas extrañas. En 2021 continúa con una segunda temporada producida por Podium Podcast.
En 2021 escribe con Carmen Pacheco el podcast de ciencia ficción Santuario, una ficción sonora que narra la historia de dos mujeres en un futuro en el que deben parir en instituciones construidas bajo cúpulas gigantes que las protegen de un mundo asolado por la crisis climática.
En 2022 escribe y dirige con Carmen Pacheco el podcast de ficción Blum, que cuenta la historia de Clara Pastor, una estudiante de Historia del Arte que desaparece mientras realiza su tesis sobre Ursula Blum, una pintora vanguardista del siglo XX. Cinco años después, la periodista Emma Castillo decide viajar a Suiza para continuar la investigación de Clara y narrar en un podcast lo que va descubriendo sobre el misterio que envuelve a ambas mujeres. El podcast obtuvo el premio a Mejor Branded en la segunda edición de los Premios Ondas Globales del Podcast, donde también estuvo nominado a Mejor Ficción y Mejor Actriz.
En 2023 escribe con Juanjo Ramírez Mascaró el podcast de ficción Titania en el que una llamada de teléfono lo cambia todo para Alicia, convirtiéndola en el blanco perfecto de un ciberdelito que la lleva a comprender qué clase de persona es y la realidad sobre el mundo feliz en el que creía vivir. Una historia con elementos conspiratorios e inteligencia artificial de fondo que obtuvo el Premio Ondas 2023 al Mejor Podcast.

## Obra

### Cómic
- 2009 ¡Escucha esto!. Astiberri.
- 2009 Sexorama: El manual sexual de Manuel Bartual. Ediciones El Jueves.
- 2012 Sexorama: Consejos sexuales para chavales y chavalas. Astiberri.
- 2013 Sexorama: Donde caben dos caben tres. Astiberri.
- 2023 Erwin, el gato cuántico: Misterio a través del tiempo. Penguin Random House.
- 2024 Erwin, el gato cuántico: El ataque del Doctor Rufián. Penguin Random House.

### Audiovisual
- 2014 Todos tus secretos. Largometraje. Guion y dirección.
- 2019 #ElGranSecuestro. Programa de televisión. Guion y dirección.
- 2024 Santuario. Serie de televisión. Guion.

### Podcast
- 2020 Biotopía. Audioserie. Guion y dirección.
- 2021 Santuario. Audioserie. Guion y dirección.
- 2022 Blum. Audioserie. Guion y dirección.[45]
- 2023 Titania. Audioserie. Guion y dirección.[46]